# DIVA Single Version
〈DIVA Single Version〉(디바 싱글 버전)은 일본의 여가수 나카모리 아키나(中森明菜)의 47번째 싱글로 2009년 9월 23일에 발매하였다. (12cmCD: UMCK-5257) 작사는 마츠후지 료헤이(松藤量平)가 자신의 영어 표기인 Ryohei Matsufuji라는 명의로 참여하였고, 작곡은 필립-마크 안퀘틸(Philippe-Mark Anquetil), 크리스 리-조(Chris Lee-Joe), 에마 로한(Emma Rohan)이 담당하였고 유니버설 뮤직 재팬 소속의 레이블인 유니버설 시그마에서 출시되었다. B사이드 곡은 총 두 곡이 수록되었는데 하나는 〈Heartache〉(하트에이크)로 작사는 에가와 히로시(エガワヒロシ)와 가수인 나카모리가 Miran:Miran이라는 명의로 작업하였고, 작곡은 매튜 티슐러(Matthew Tishler), 디애나 델라치오파(Deanna Dellacioppa), 로드니 알레한드로(Rodney Alejandro), 그리고 제니 카(Jenny Karr)가 도맡았으며 다른 하나는 2003년 나카모리가 발매한 《I hope so》의 동명의 타이틀곡 〈I hope so〉이다. 나카모리가 3년 4개월만에 출시한 싱글로 이 곡은 동명의 정규 음반 《DIVA》의 타이틀곡이기도 하다.
음악잡지 《CD저널》의 칼럼니스트 사기누마 아키라(鷺沼晶良)는 나카모리가 그 동안 자주 선보인 커버 음반 시리즈의 인상을 지워버린 작품으로, B사이드 곡인 〈Heartache〉와 함께 미국에서 유행중인 부기 리듬의 R&B와 가요곡을 잘 버무린 곡임을 증명했다고 호평하였다. 또한 이 곡들이 21세기의 나카모리 아키나의 방향을 제시한 작품이라고 덧붙였다.
2009년 10월 5일, 오리콘 주간 싱글 차트 50위로 처음 등장하여 차트 톱100을 2주 동안 지켰다.

## 수록곡
| #            | 제목                        | 작사                       | 작곡                                                              | 편곡          | 재생 시간 |
| ------------ | --------------------------- | -------------------------- | ----------------------------------------------------------------- | ------------- | --------- |
| 1.           | 〈〈DIVA Single Version〉〉 | Ryohei Matsufuji           | Philippe-Marc Anquetil, Chris Lee-Joe, Emma Rohan                 |               | 4:24      |
| 2.           | 〈〈Heartache〉〉           | 에가와 히로시, Miran:Miran | Mauthew Tishler, Deanna Dellacioppa, Rodney Alejandro, Jenny Karr |               | 3:33      |
| 3.           | 〈〈I hope so〉〉           | 나카모리 아키나            | 이노우에 신지로, 다케베 사토시                                    | 다케베 사토시 | 4:44      |
| 총 재생 시간 | 총 재생 시간                | 총 재생 시간               | 총 재생 시간                                                      | 총 재생 시간  | 12:41     |